# Kamjanka-Buska
Kamjanka-Buska (ukrainisch Кам'янка-Бузька; russisch Каменка-Бугская/Kamenka-Bugskaja, polnisch Kamionka Bużańska – bis 1944 Kamionka Strumiłowa) ist eine Stadt in der Oblast Lwiw im Westen der Ukraine mit etwa 10.800 Einwohnern (2016).
Die Stadt war bis 2020 das administrative Zentrum des Rajons Kamjanka-Buska.

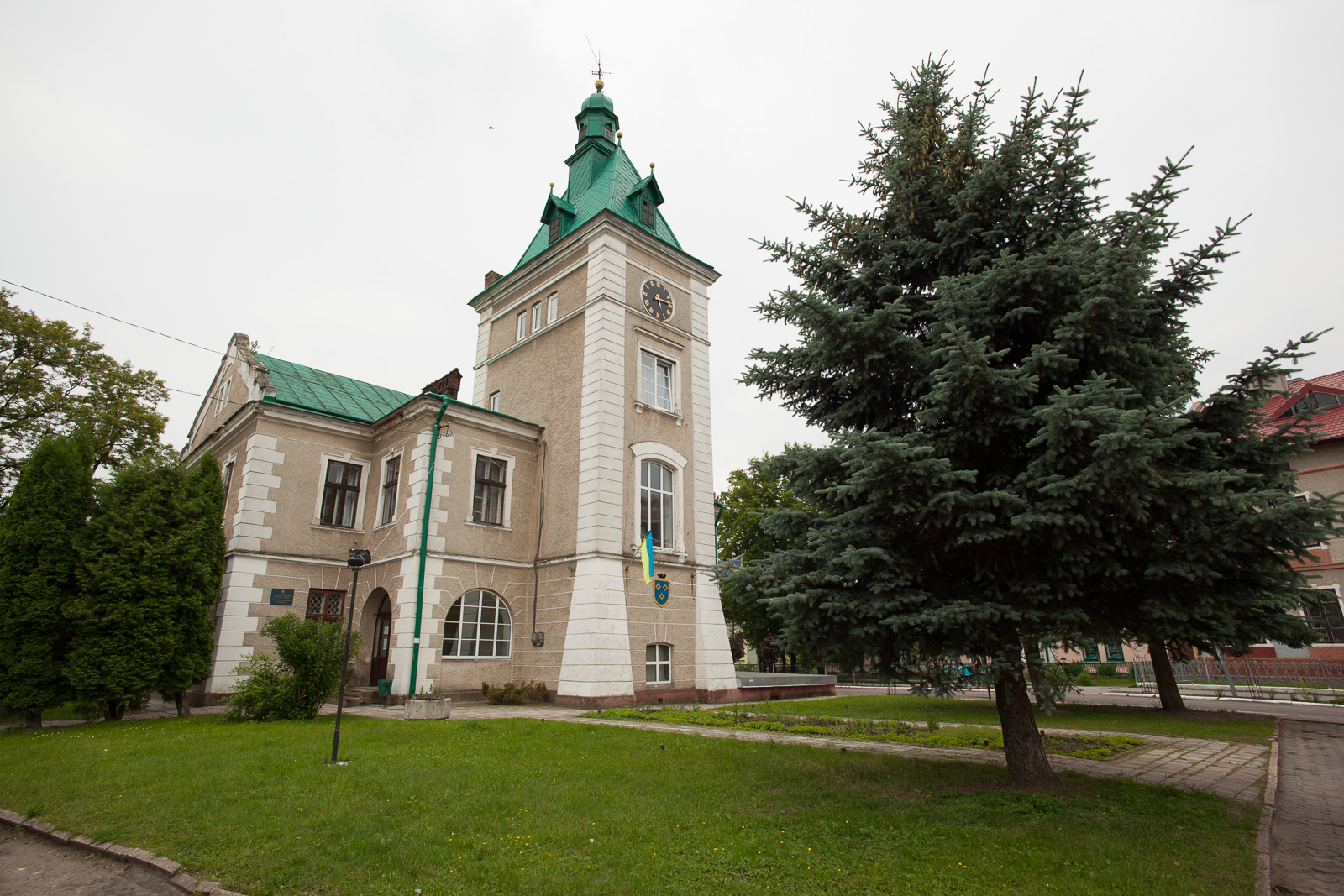
Blick auf das Rathaus im Ort

## Lage
Kamjanka-Buska liegt etwa 38 Kilometer nordöstlich von Lemberg und 96 Kilometer südwestlich von Luzk an der Fernstraße N17 nach Luzk. Der Fluss Bug, in den hier die von links kommende Kamjanka einmündet, fließt von Osten kommend in die Stadt und wendet sich dort nach Norden.

## Geschichte
Die erste schriftliche Erwähnung von Kamjanka-Buska erfolgte 1411 als Dymoszyn, 1471 erhielt der Ort das Magdeburger Stadtrecht durch den Adeligen Jerzy Strumiło, dieser war namensgebend für den bis zum 15. August 1944 gültigen Namen Kamionka Strumiłowa (ukrainisch Kamjanka-Strumyliwska/Кам'янка-Струмилівська)
. Während der Schwedenkriege (1655–1661) wurde die Stadt fast völlig zerstört. Bis 1772 gehörte sie zu Polnischen Adelsrepublik (in der Woiwodschaft Bełz), nach der ersten Teilung Polens kam sie zum österreichischen Galizien. Von 1854 bis 1918 war sie Sitz der Bezirkshauptmannschaft Kamionka Strumiłowa, 1867 wurde dazu noch ein Bezirksgericht eingerichtet. Nach dem Ende des Ersten Weltkrieges kam die Stadt zu Polen und lag hier von 1921 bis 1939 in der Woiwodschaft Tarnopol, Powiat Kamionka Strumiłowa, Gmina Kamionka Strumiłowa. Im September 1939 wurde die Stadt aufgrund des Ribbentrop-Molotow-Paktes zunächst von der Sowjetunion annektiert und kam nach dem deutschen Angriff auf die Sowjetunion ab Juni 1941 unter deutsche Besatzung. Dort gehörte sie zum Distrikt Galizien innerhalb des Generalgouvernements. In dieser Zeit wurde die gesamte jüdische Bevölkerung nahezu vollständig ermordet. Die aus der ersten Hälfte des 18. Jahrhunderts stammende hölzerne Synagoge wurde abgebrannt. Nach 1945 kam die Stadt wieder zur Ukrainischen SSR und nach dem Zerfall der Sowjetunion 1991 zur unabhängigen Ukraine.
1910 wurde im Ort ein Bahnhof an der heutigen Bahnstrecke Lwiw–Kiwerzi eröffnet, das früher selbstständige Dorf Krzywulanka (ukrainisch Кривулянка/Krywuljanka) wurde 1933 eingemeindet, bereits in den 1920er Jahren wurde der westlich gelegene Ort Podzamcze eingemeindet.

## Verwaltungsgliederung
Am 17. August 2017 wurde die Stadt zum Zentrum der neugegründeten Stadtgemeinde Kamjanka-Buska (Кам'янка-Бузька міська громада/Kamjanka-Buska miska hromada), zu dieser zählen auch noch die 20 Dörfer Batjatytschi, Hajok, Hruschka, Jahidnja, Krassitschyn, Lypnyky, Masjarka, Obydiw, Prybuschany, Roschanka, Ruda, Ruda-Silezka, Scheldez, Sabuschschja, Subiw Mist, Sokil, Tadani, Wereny, Wolja-Schowtanezka und Wyssokofedoriwka, bis dahin bildete es zusammen mit den Dörfern Sabuschschja und Tadani die gleichnamige Stadtratsgemeinde im Rajon Kamjanka-Buska. Am 12. Juni 2020 kamen noch die 8 Dörfer dazu, gleichzeitig wurde der Ort ein Teil des Rajons Lwiw.
Folgende Orte sind neben dem Hauptort Kamjanka-Buska Teil der Gemeinde:
| Name                     | Name             | Name                                    | Name             |
| ukrainisch transkribiert | ukrainisch       | russisch                                | polnisch         |
| ------------------------ | ---------------- | --------------------------------------- | ---------------- |
| Batjatytschi             | Батятичі         | Батятычи                                | Batiatycze       |
| Dalnytsch                | Дальнич          | Дальнич (Dalnitsch)                     | Dalnicz          |
| Derewljany               | Деревляни        | Деревляны                               | Derewlany        |
| Derniw                   | Дернів           | Дернов (Dernow)                         | Dernów           |
| Hajok                    | Гайок            | Гаёк (Gajek)                            | Gaik             |
| Hruschka                 | Грушка           | Грушка (Gruschka)                       | Gruszka          |
| Jahidnja                 | Ягідня           | Ягодня (Jagodnja)                       | Jagonia          |
| Jamne                    | Ямне             | Ямное (Jamnoje)                         | Jamne            |
| Krassitschyn             | Красічин         | Красичин (Krassitschin)                 | Krasiczyn        |
| Lypnyky                  | Липники          | Липники (Lipniki)                       | Lipnik           |
| Masjarka                 | Мазярка          | Мазярка (Masjarka)                      | Maziarki         |
| Obydiw                   | Обидів           | Обидов (Obidow)                         | Obydów           |
| Prybuschany              | Прибужани        | Прибужаны (Pribuschany)                 | Łany Polskie     |
| Roschanka                | Рожанка          | Рожанка                                 | Różanka          |
| Ruda                     | Руда             | Руда                                    | Zagumienki       |
| Ruda-Silezka             | Руда-Сілецька    | Руда-Селецкая (Ruda-Selezkaja)          | Ruda Sielecka    |
| Sabuschschja             | Забужжя          | Забужье (Sabuschje)                     | Łany Niemieckie  |
| Sapischanka              | Сапіжанка        | Сапежанка (Sapeschanka)                 | Sapieżanka       |
| Scheldez                 | Желдець          | Желдец                                  | Żełdec           |
| Sokil                    | Сокіл            | Сокол (Sokol)                           | Sokół            |
| Spas                     | Спас             | Спас                                    | Spas             |
| Streptiw                 | Стрептів         | Стрептов (Streptow)                     | Streptów         |
| Subiw Mist               | Зубів Міст       | Зубов Мост (Subow Most)                 | Zubówmosty       |
| Tadani                   | Тадані           | Тадани                                  | Tadanie          |
| Towmatsch                | Товмач           | Толмач (Tolmatsch)                      | Tołmacz          |
| Wereny                   | Верени           | Верены                                  | Weryny           |
| Wolja-Schowtanezka       | Воля-Жовтанецька | Воля-Жовтанецкая (Wolja-Schowtanezkaja) | Wola Żółtaniecka |
| Wyssokofedoriwka         | Високофедорівка  | Высокофёдоровка (Wyssokofjodorowka)     | Teodorshof       |

## Söhne und Töchter der Stadt
- Stefan Grabiński (1887–1936), polnischer Schriftsteller und Autor von Horrorliteratur
- Lonhyn Zehelskyj (1875–1950), ukrainischer Journalist, Diplomat und Minister